# Valeriu Cristian Buzea
Valeriu Cristian Buzea (n. 3 noiembrie 1949) este un fost deputat român în legislatura 2000-2004 și în legislatura 2004-2008, ales în județul Giurgiu pe listele partidului PRM. În legislatura 2000-2004, Valeriu Cristian Buzea a fost membru în grupurile parlamentare de prietenie cu Republica Algeriană Democratică, Republica Africa de Sud și Republica Coreea iar legislatura 2004-2008 a fost membru în grupurile parlamentare de prietenie cu Republica Coreea, Republica Finlanda și Regatul Bahrein.   

## Legături externe
- Valeriu Cristian Buzea Arhivat în 16 februarie 2019, la Wayback Machine. la cdep.ro